# 司法警察局 (澳門)

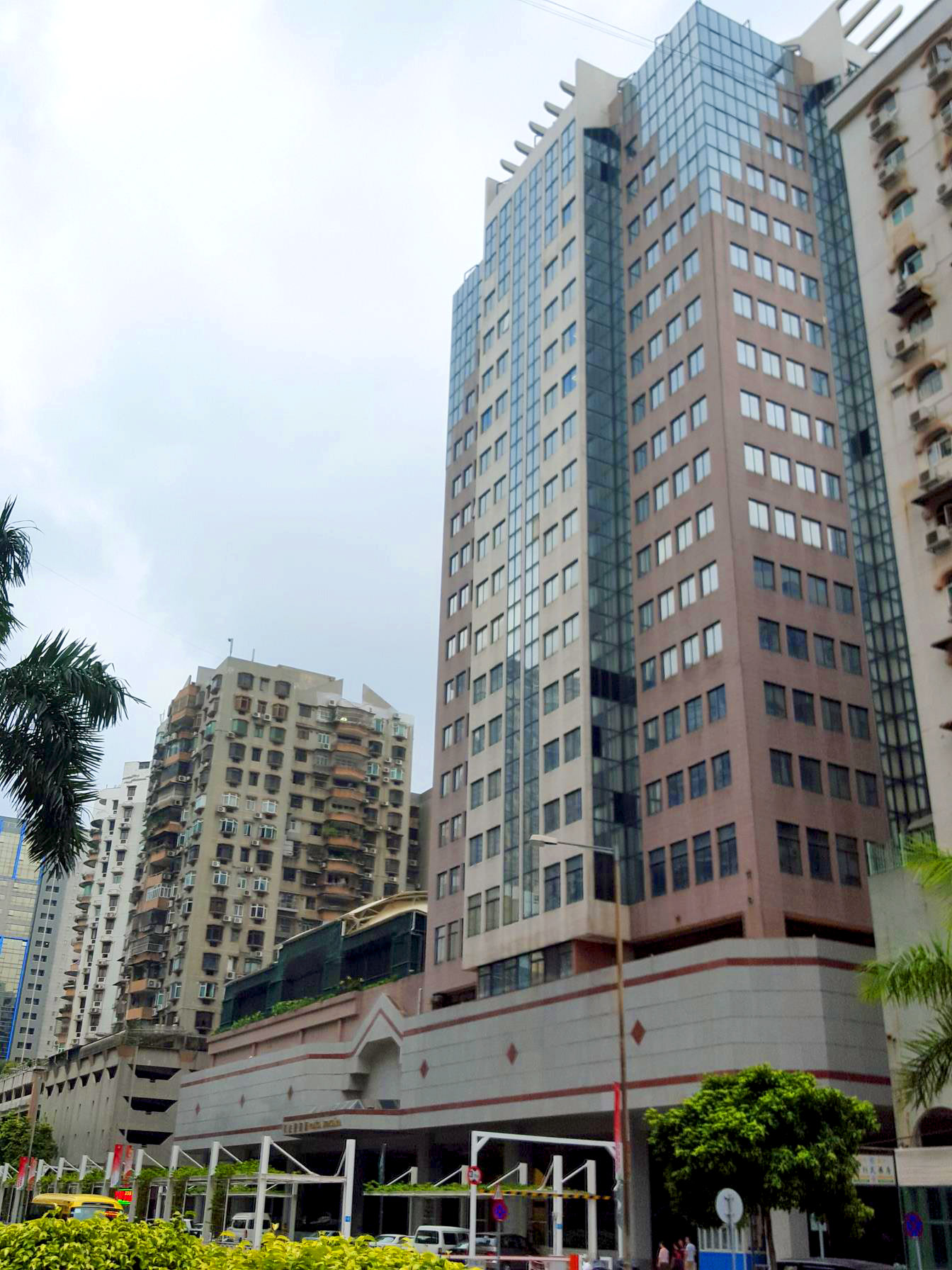
司法警察局大樓

司法警察局（葡萄牙語：Polícia Judiciária），簡稱司警或司警局，俗稱司法，是澳門特別行政區政府保安司轄下的刑事警察部門，負責刑事偵查以及打擊犯罪行為。澳葡時期稱為司法警察司，回歸前最後一任司長為白德安（António Francisco Marques Baptist) 。

## 職能
預防犯罪行為，進行犯罪調查及協助司法當局。青年工作，舉辦兩項青年計劃。

## 職責
司法警察局是一刑事警察機關，負有預防及調查犯罪，以及協助司法當局的法定職責。
根據經第14/2020號法律修改的第5/2006號法律，在預防犯罪事宜上，司法警察局尤其具有職權注視並監察下列地方：
- 進行交易、收集或修理曾使用物件 （尤其是車輛及其配件）及古董的一切場所及地方，以及押店與珠寶店；
- 酒店、娛樂消遣場所或類似場所，以及其他懷疑從事賣淫、販賣或吸食麻醉品的地方；
- 客貨上落的地點、邊境、交通工具、進行商業活動、證券交易或銀行事務的公共場所、進行會議、表演或娛樂的場所、賭場及其他博彩場所，以及任何其他經常發生或者容易發生犯罪的地方。

司法警察局亦尤其具有職權實施減少犯罪的行動，促使居民採取預防措施或減少容易引起犯罪的行為及情況。
此外，司法警察局對13類嚴重或特定犯罪具有專屬權限，包括：
- 犯罪行為人不明且可處最高限度超逾三年徒刑的犯罪；
- 販賣麻醉品及精神科物質的犯罪；
- 偽造貨幣、債權證券、印花票證及其他等同票證，又或將之轉手等犯罪；
- 剝奪他人行動自由罪、使人為奴隸罪、綁架罪或挾持人質罪，但不影響治安警察局獲授予的職權；
- 在銀行、其他信用機構或金融機構、公共部門或公共實體內，以暴力實施的侵犯財產罪；
- 盜竊對科技發展或經濟發展具有重大意義的動產，或具高度危險性的動產，又或盜竊具有重要學術、藝術或歷史價值，且屬公共收藏品或公開展覽品的動產或屬向公眾開放的動產等犯罪；
- 犯罪集團罪或黑社會罪；
- 在賭場及其他博彩場所內實施的犯罪，又或在該等場所周圍實施的與博彩有關的犯罪；
- 向用作出賽的動物不法使用物質的犯罪；
- 與資訊有關的犯罪；
- 清洗黑錢罪及同類或有關聯的犯罪；
- 恐怖主義犯罪，但不妨礙治安警察局附屬單位在發生特別威脅及對生命構成高度危險的情況時採取行動；
- 危害國家安全的犯罪。

## 榮譽

### 英勇獎章
- 刑事調查廳 (2001)；
- 刑事調查廳 - 毒品罪案調查處 (2014)；
- 情報及支援廳 (2020) ;

## 歷史
1960年8月19日，澳葡政府設立了司法警察署，相當於葡萄牙司法警察廳廳長或督察職權的助理督察領導。
1971年10月12日，司法警察署升格為廳級部門（司法警察廳）。司法警察廳廳長由檢察院檢察官以定期委任方式出任。
1975年12月19日，司法警察廳升格為司級部門（司法警察司）。
1999年12月20日澳門回歸後，司法警察司更名為司法警察局。
2001年1月29日，特區政府在公報刊登第1/2001號法律《澳門特別行政區警察總局》，成立警察總局，治安警察局和司法警察局改由警察總局統一指揮。
2020年10月12日起，司法警察局增设保安厅及下轄的国家安全情报工作处、国家安全罪案调查处、国家安全行动支援处、国家安全事务综合处以及恐怖主义罪案预警及调查处、网络安全处。澳门特区政府司法警察局同時增设一名副局长。

## 地址
- 司法警察局總部：澳門友誼大馬路823號司法警察局大樓
- 司法警察學校：青茂口岸澳門邊檢大樓5樓
- 司法警察局路氹分局：路氹蓮花路司法警察局路氹分局大樓

## 職責
- 預防犯罪行為，監視與稽查公共場所與設施，以及一切涉嫌有助於犯罪的地點；
- 依據法律規定進行犯罪調查；
- 協助法官或檢察官，並按照他們的請求進行偵查工作，承擔司法行政輔助機構的職責。

## 組織法例
- 第32/98/M號法令（1998年7月27日《澳門政府公報》）規範司法警察學校之職責、權限及內部組織。
- 第9/2002號法律（2002年12月9日《澳門特別行政區公報》）訂定澳門特別行政區內部保安綱要法。
- 第5/2006號法律（2006年6月12日《澳門特別行政區公報》）司法警察局。
- 第8/2012號法律（2012年6月28日《澳門特別行政區公報》）保安部隊及保安部門的附帶報酬。
- 第14/2020號法律（2020年8月31日《澳門特別行政區公報》）修改第5/2006號法律《司法警察局》。
- 第17/2020號法律（2020年9月14日《澳門特別行政區公報》）司法警察局特別職程制度。
- 第19/2020號法律（2020年9月21日《澳門特別行政區公報》）修改第8/2012號法律《保安部隊及保安部門的附帶報酬》。
- 第26/2020號法律（2020年12月30日《澳門特別行政區公報》）修改第9/2002號法律《澳門特別行政區內部保安綱要法》。
- 第35/2020號行政法規（2020年10月6日《澳門特別行政區公報》）司法警察局的組織及運作。
- 第52/2021號行政長官批示（2021年3月29日《澳門特別行政區公報》）核准司法警察局標誌和證件的式樣。
- 第87/2023號行政命令（2023年12月4日《澳門特別行政區公報》）修改司法警察局人員編制。

## 裝備
| 型號             | 類型       | 產地   |
| ---------------- | ---------- | ------ |
| 史密夫威信軍警型 | 左輪手槍   | 美国   |
| 格洛克19         | 半自動手槍 | 奥地利 |
| 格洛克26         | 半自動手槍 | 奥地利 |
| HK MP5           | 衝鋒槍     | 德国   |
| B&T MP9          | 衝鋒槍     | 瑞士   |

#### 攜帶自衛槍械
- 刑事偵查人員不論是否持有槍械執照，均有權擁有、使用及攜帶自備的自衛槍械，但必須申報。即使獲批，其槍械的口徑必須小於0.32英吋(7.65毫米)，而且不得用於公務。
- 刑事偵查人員於退休後亦保留其擁有、使用及攜帶自衛槍械之權利。

## 歷任局長
司法警察司（回歸前）
- 白德安（António Francisco Marques Baptista）（1995年11月30日—1999年12月19日）

司法警察局（回歸後）
- 黃少澤（1999年12月20日—2014年12月19日）
- 周偉光（2014年12月20日—2017年12月4日）
- 薛仲明（2018年2月1日—）

## 争议
2008年澳門人身保護令案中，一名香港居民在碼頭被截查，因國際刑警發出紅色通緝令，司警在得到澳門檢察院助理檢察長批示後，將其移交予珠海市公安局，做法被終審法院批評「違背公正，動搖法治，影響澳門特別行政區的威望」。
2015年，據維基解密揭發的文件及電郵顯示，司警局於2012年從意大利跨國黑客軟件公司Hacking Team洽購手機監控系統。該公司亦曾向利比亞、摩洛哥、蘇丹、沙地阿拉伯、埃及和埃塞俄比亞的安全機構提供入侵式黑客軟件。相關文件亦顯示，專門負責刑事調查的澳門司法警察曾在2012年10月安排Hacking Team到警署示範黑客軟件。

## 外部連結
- 澳門特別行政區政府 司法警察局 （页面存档备份，存于）